# Wapen von Hamburg (Schiff, 1669)
Die Wapen von Hamburg (I) aus dem Jahr 1669 war ein hamburgisches Konvoischiff.
Sie wurde von der Hamburgischen Admiralität und der Kaufmannschaft in Auftrag gegeben und hatte die Aufgabe, Schiffskonvois zu Hamburgs Übersee-Handelspartnern zu begleiten und vor feindlichen Angriffen oder Überfällen von Korsaren bzw. Piraten zu beschützen. Das Schiff wurde nach elf Konvoifahrten Opfer eines Bordbrandes und explodierte 1683 im Hafen von Cádiz. Der bis zuletzt an Bord verbliebene Admiral Berend Jacobsen Karpfanger, der in Hamburg durch die erfolgreiche Bekämpfung von Piraten bereits zu Lebzeiten einen Heldenstatus genoss, fand bei diesem Unglück den Tod.

## Geschichtlicher Hintergrund

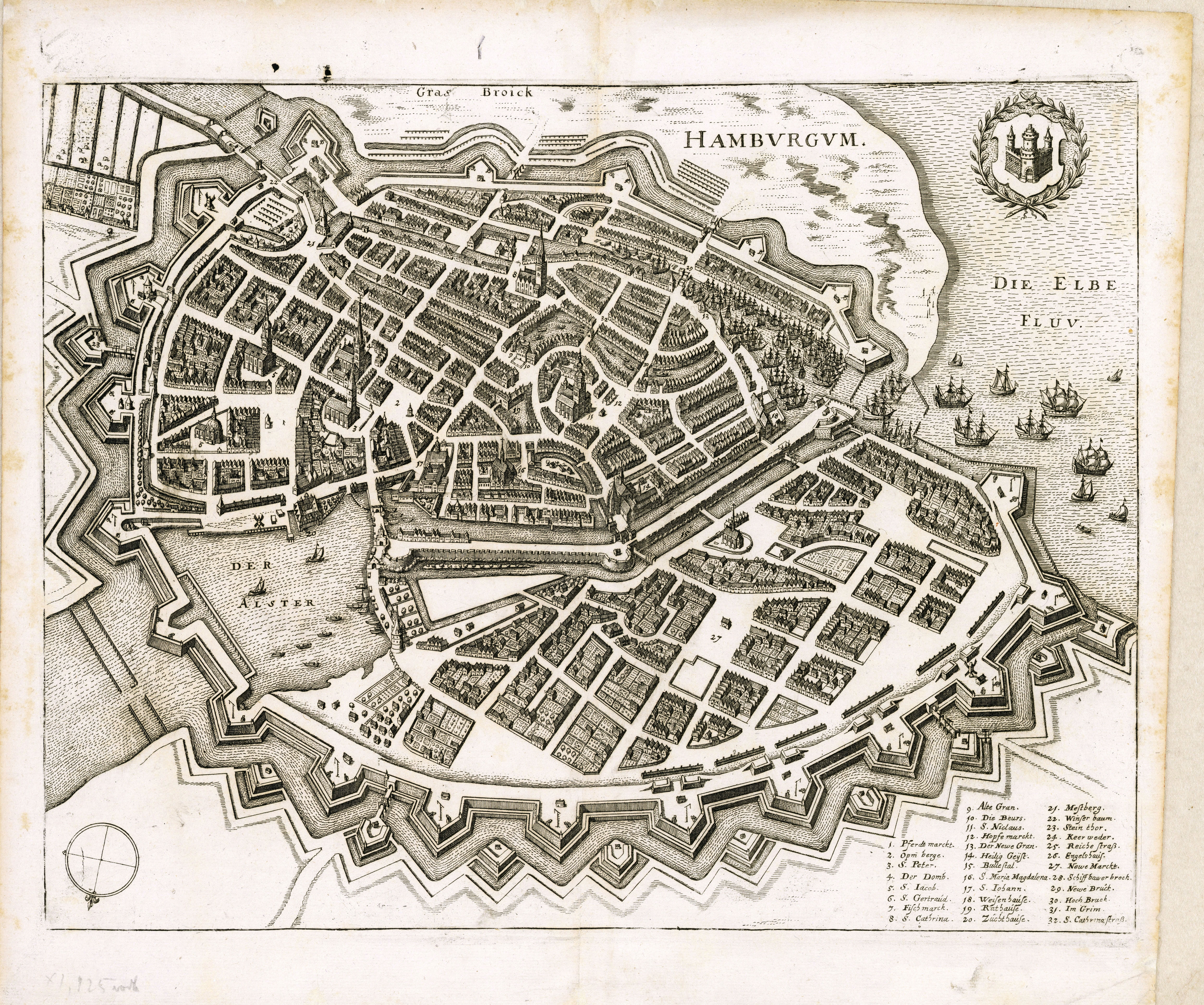
Hamburg um 1653; Kupferstich von Matthäus Merian

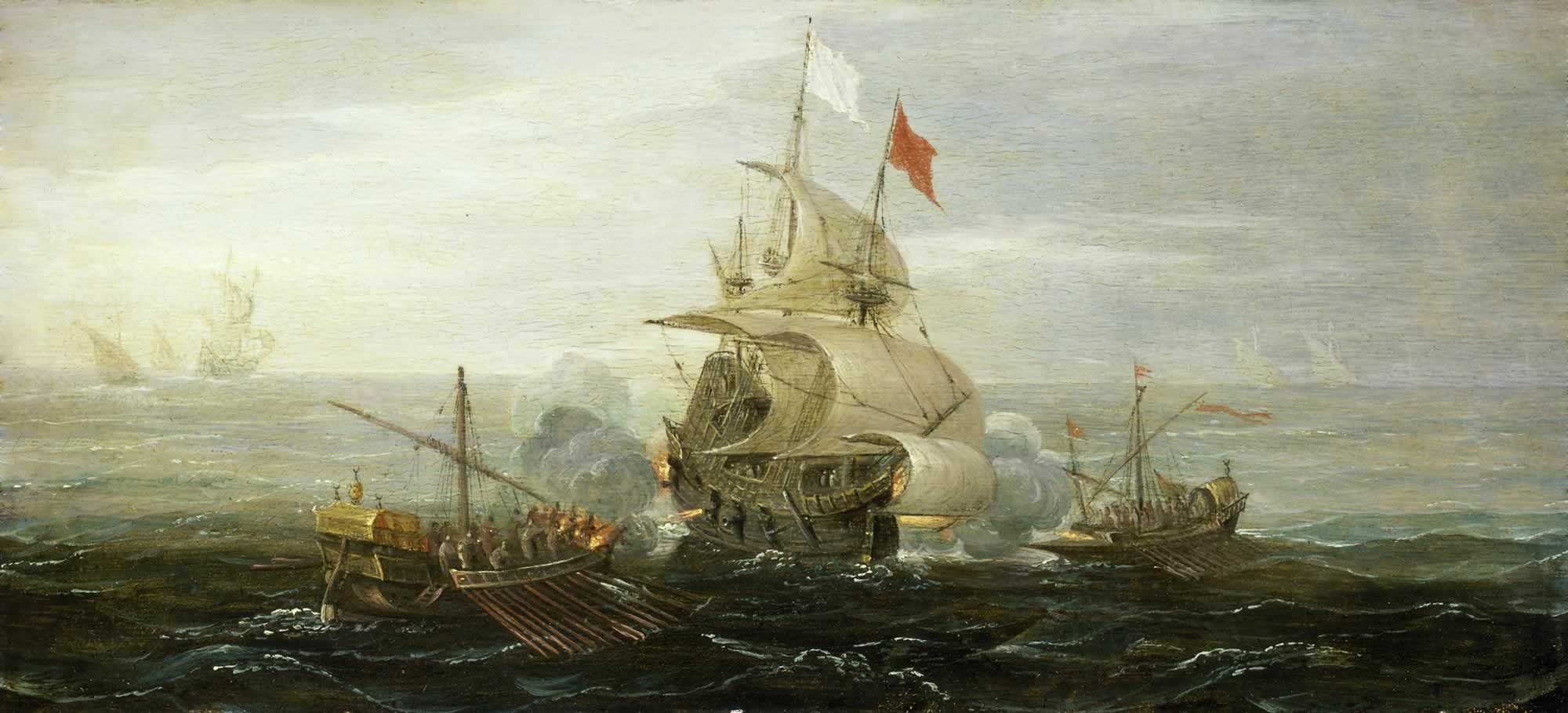
Französisches Schiff im Gefecht mit Galeeren der Barbaresken-Korsaren, Gemälde von Aert Anthonisz (1579–1620). Überfälle auf Händlerschiffe waren ein weit verbreitetes Problem damaliger Zeit

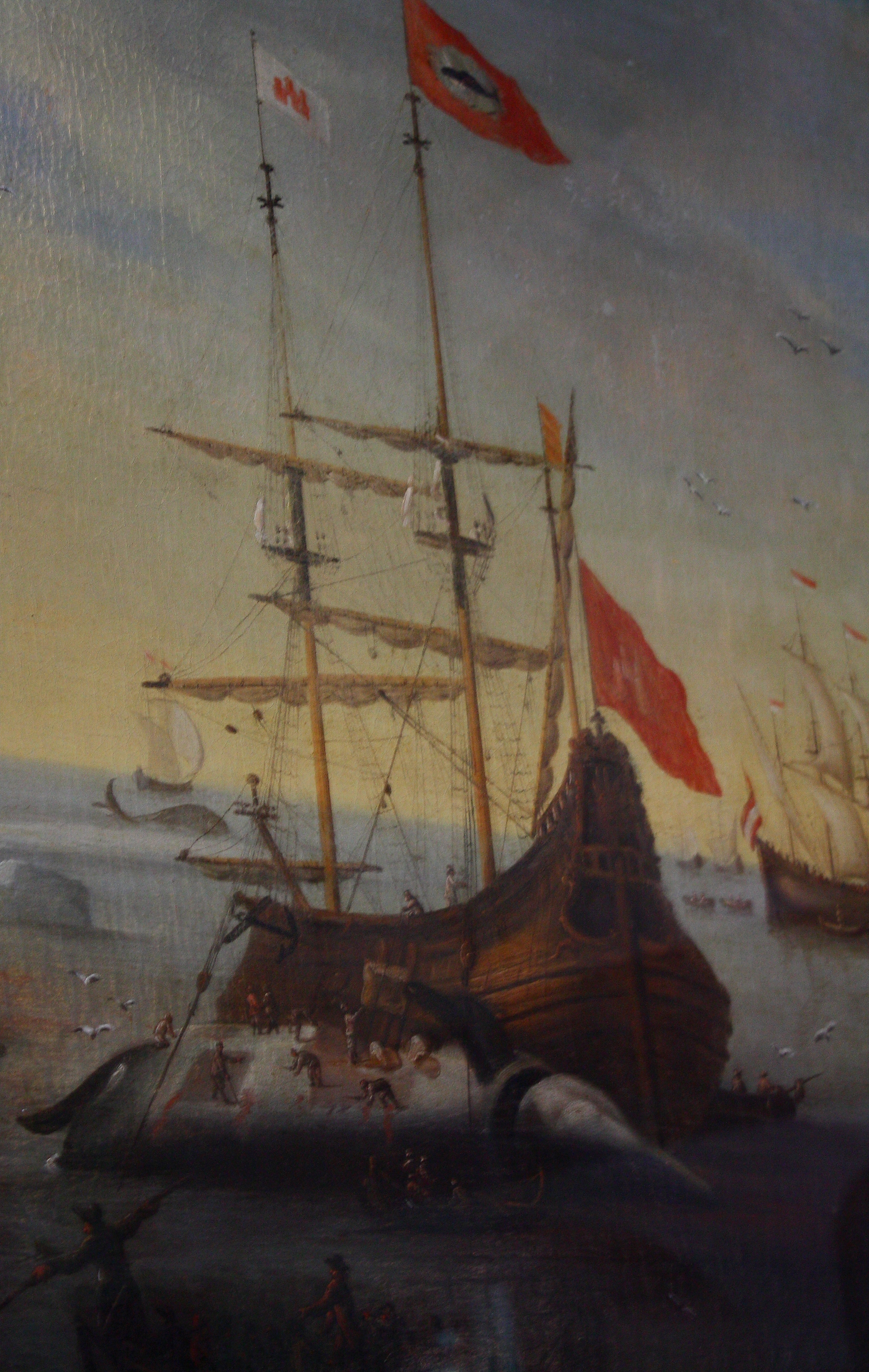
Hamburger Walfänger Die Sonne beim Walfang im nördlichen Eismeer – Ölgemäldeausschnitt von F.W. Stuhr um 1680

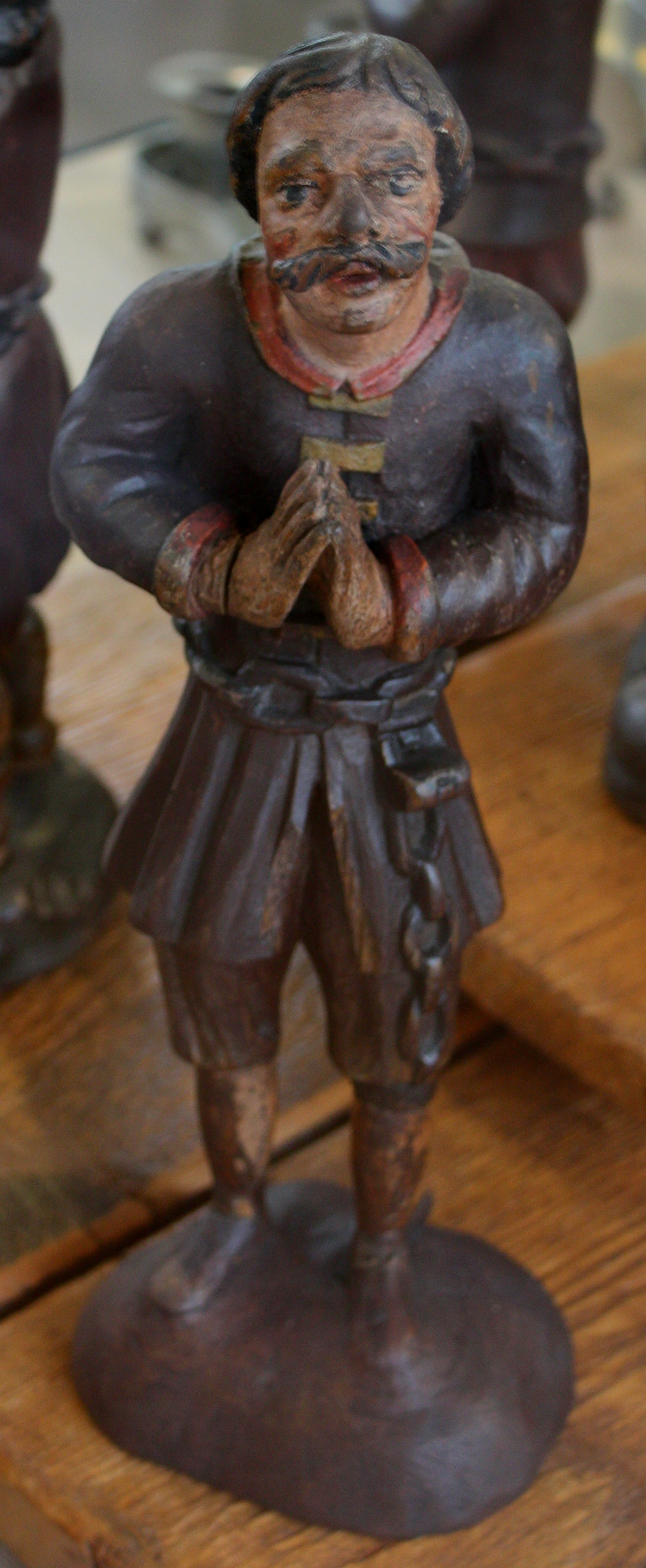
Mit dieser Sklavenfigur sollte auf das Schicksal von versklavten Hamburger Seeleuten aufmerksam gemacht und so die Spendenbereitschaft der Bürger angeregt werden

Hamburg gewann nach dem Machtverfall der Hanse im 16. Jahrhundert zunehmend an wirtschaftlicher Bedeutung. Durch Zuwanderung und damit verbundenem Zugewinn an Handelspartnern wuchs die Freie Reichsstadt Hamburg Mitte des 17. Jahrhunderts neben London und Amsterdam zu einem der wichtigsten städtischen Handelszentren, heute durchaus vergleichbar mit einer Global City, heran, deren Handelsbeziehungen sich von Grönland bis ins Mittel- und Weiße Meer erstreckten. Wichtigste Anlaufpunkte waren dabei die Iberische Halbinsel, England, die Niederlande, das nördliche Eismeer (mit Bezug zum Walfang) sowie Archangelsk. Bestimmung der Wapen von Hamburg war Ausweitung der Handelsbereiche wie auch der Kampf gegen Überfälle durch muslimische Korsaren, die zahlreiche christliche Seeleute in die Sklaverei verschleppten und hohe Lösegelder erpressten.
Diese operierten mit ihren Schiffen von den Barbareskenstaaten aus und setzten den schwerfälligen und oftmals nahezu wehrlosen Händlerkonvois, bestehend in der Regel aus 20 bis 50 Händlerschiffen, schwer zu. Selbst eine Ausstattung von Händlerschiffen mit Kanonen (sog. bewaffnete Handelsschiffe) konnte daran nicht viel ändern, da die ladungsbedingte Schwerfälligkeit blieb. Die Schiffe wurden als Prisen genommen, die Ladungen beschlagnahmt und die Schiffsbesatzungen oftmals versklavt oder bis zur Zahlung eines Lösegeldes unter schlimmsten Bedingungen festgesetzt. Zum Rückkauf der eigenen in Gefangenschaft geratenen Kapitäne und Steuerleute riefen Schiffer und Steuerleute die „Casse der Stücke von Achten“ ins Leben, eine Lösegeldversicherung, die als Basis für Lösegeldzahlungen diente. Damit auch diejenigen zurückgekauft werden konnten, die sich Beiträge in diese Versicherung nicht leisten konnten, wurde 1623 die Sklavenkasse gegründet, die sich aus Pflichtbeiträgen von Reedern und Schiffsmannschaften sowie Zuschüssen aus staatlichen Organisationen und der Admiralitätssteuer zusammensetzte. Da die Gelder aber nicht ausreichten, wurden auch in den Kirchen Sammelbecken aufgestellt und zudem Haussammlungen organisiert.
Im Verlauf des 17. Jahrhunderts weiteten die Korsaren ihren Operationsradius schließlich sogar vom Mittelmeer über Gibraltar und den Ärmelkanal hinaus bis zur Elbmündung aus, nachdem England, Frankreich und die Niederlande von 1665 bis 1687 versuchten, den Überfällen mit Strafexpeditionen entgegenzutreten, da auch diese Nationen mit empfindlichen Verlusten durch Korsarenangriffe zu kämpfen hatten. Als Folge der Weitung des Operationsgebietes der Korsaren geriet die Versorgung Hamburgs vom Seewege aus teilweise ins Stocken, so dass es phasenweise in der Stadt sogar zu Warenengpässen kam.
Zudem wurden auch vermehrt christliche kriegsführende Nationen zum wirtschaftlichen Problem für Hamburg.
→ siehe hierzu die Hauptartikel:
- Pfälzischer Erbfolgekrieg (1688–1697)
- Englisch-Spanischer Krieg (1727–1729) und
- Österreichischer Erbfolgekrieg (1740–1748)

So entsandte Frankreich von Dünkirchen aus vermehrt Kaperschiffe, um die hamburgischen und niederländischen Grönlandfahrer, die Waren aus dem Wal- und Robbenfang transportierten und in Hamburg verarbeiteten, abzufangen. Auch andere Betroffene wie die Nationen Niederlande, England, Frankreich, Norwegen, Dänemark, aber auch die Hansestadt Bremen und Brandenburg-Preußen hatten auf ihren Handelsrouten mit Piraterieproblemen zu kämpfen und gewährten als Gegenmaßnahme ihren Händlern Geleitschutz durch eine Begleitung der Händlerkonvois mit Kriegsschiffen.
Hamburgs Machthaber wollten sich ihre wichtige Stellung im internationalen Handelsgeschehen möglichst nachhaltig sichern und entschlossen sich somit, ebenfalls ihre Händlerkonvois zu beschützen und einen Geleitschutz durch die sogenannten Konvoischiffe („Convoyer“) zu organisieren. 1623 wurde zudem eigens die Hamburgische Admiralität gegründet, die sich für den Bau, Ausrüstung und Unterhalt dieser Schiffe verantwortlich zeichnete. 1665 wurde von Kaufleuten und Schiffern schließlich die Commerzdeputation gegründet, deren Aufgabe darin bestand, die Bedürfnisse der Händler nach mehr Sicherheit auf den Handelswegen zu verfolgen und entsprechende Unterstützung zu organisieren. Tatsächlich dauerte es über 40 Jahre bis nach Gründung der Admiralität, bis der Bau der ersten Schiffe beschlossen und auch durchgeführt wurde. Hauptgrund hierfür war Uneinigkeit in der Finanzierung der "Convoyer" sowie deren Unterhalt. Im Laufe der Zeit, nicht zuletzt beeinflusst durch stets neue Gefangennahmen Hamburger Händlerschiffsbesatzungen durch Korsaren und damit verbundenen immensen wirtschaftlichen Einbußen einzelner Händler, sahen sich die Verantwortlichen schließlich gezwungen, einen finanziellen Konsens zu finden und den Bau zu vollziehen, um derartige Überfälle zukünftig zu verhindern.
Da Hamburg im 17. und 18. Jahrhundert stets bemüht war, sich und seine Einwohner aus für den Handel schädlichen kriegerischen Konflikten herauszuhalten und eine möglichst neutrale Position gegenüber Konfliktparteien zu beziehen, wurde ausdrücklich die Bezeichnung „Kriegsschiff“ vermieden. Stattdessen wurde offiziell die Bezeichnung „Konvoischiff“ bzw. „Stadtkonvoischiff“ verwendet, die einen eher passiven und auf Verteidigung denn auf Angriff ausgelegten Schiffstyp bezeichnen sollte. Faktisch kann man diese Schiffe jedoch durchaus als Kriegsschiffe bezeichnen, da sie schwerpunktmäßig zur Waffenführung konstruiert wurden. Bezüglich der Feuerkraft konnten sie jedoch mit den Kriegsschiffen der Seemächte nicht mithalten.
Bei den Konvoischiffen handelte es sich somit um Kriegsschiffe mit permanentem Geleitschutzauftrag, die von 1669 bis 1747 die hamburgische Konvoischifffahrt beschützten und den Handel von und nach Hamburg sicherstellten und somit Hamburgs Stellung als Handelsmetropole nachhaltig sicherten.

## Entstehung
Hamburg verfügte Mitte des 17. Jahrhunderts über keine eigenen Kriegsschiffe, so dass zunächst einige Tonnenbojer als Geleitschutz für die hamburgische Handelsflotte dienen mussten. Die Planungen für den Bau der Leopoldus Primus und der vermutlich baugleichen Wapen von Hamburg begannen zwar schon im Jahre 1663, aber es herrschte noch erheblicher Streit über die Finanzierungsverantwortlichkeiten. 44 Jahre nach Einberufung der Hamburgischen Admiralität wurde schließlich 1667 der Bau dieser zwei Konvoischiffe in Auftrag gegeben.
Die Admiralität hatte das Aufsichtsrecht über die Schiffe und übertrug die Bauaufsicht den Kapitänen Lars Boehnsen und Johann Timmig.
Der Bau beider Schiffe stand unter der Leitung eines namentlich unbekannten niederländischen Schiffbaumeisters und fand nach niederländischem Vorbild statt. Von der Planung, vom Bauprozess und der juristischen und finanziellen Bauabwicklung sind keine Unterlagen erhalten.
In fachbezogener Literatur wird die niederländische Aemilia aus dem Jahr 1632 als Konstruktionsmuster für die Wapen von Hamburg vermutet.

## Aufbau

Rekonstruierter Querschnitt durch die Leopoldus Primus (auf Spant 8), die weitestgehend baugleich mit der Wapen von Hamburg (I) war

Die Wapen von Hamburg ist das erste von vier Konvoischiffen, das diesen Namen trug. Sie wurde in der Schiffswerft am Theerhof in Hamburg gebaut. Das Schiff durfte keinen übermäßigen Tiefgang haben, da es sonst die Untiefen der Elbe, insbesondere den Altonaer Sand, nicht ungefährdet hätte passieren können. Da der Schiffbauer nach den seinerzeit vorliegenden Erkenntnissen wusste, dass ein breites Schiff mit niedrigen Masten mehr Steifheit und Kraft hatte, sich in unruhiger See wieder aufzurichten, und ein schmales Schiff mit hohen Masten hingegen schneller segelte, vereinte er Schnittmengen beider Eigenschaften in diesem Schiff und schuf einen guten Kompromiss aus Standfestigkeit und Segelgeschwindigkeit. Die oben einfallende Bordwand war auch ein übliches Mittel, um ein Entern des Schiffes mittels Enterhaken zu erschweren.
Das Schiff war ein Rahsegler mit drei Masten (Besanmast, Hauptmast und Fockmast). Lediglich am Besanmast befand sich auf der untersten Position (Unterbesansegel) ein Lateinersegel. Zudem konnte am Bugspriet noch die Blinde und am Bugsprietmast die Oberblinde (Bouvenblinde) gesetzt werden.

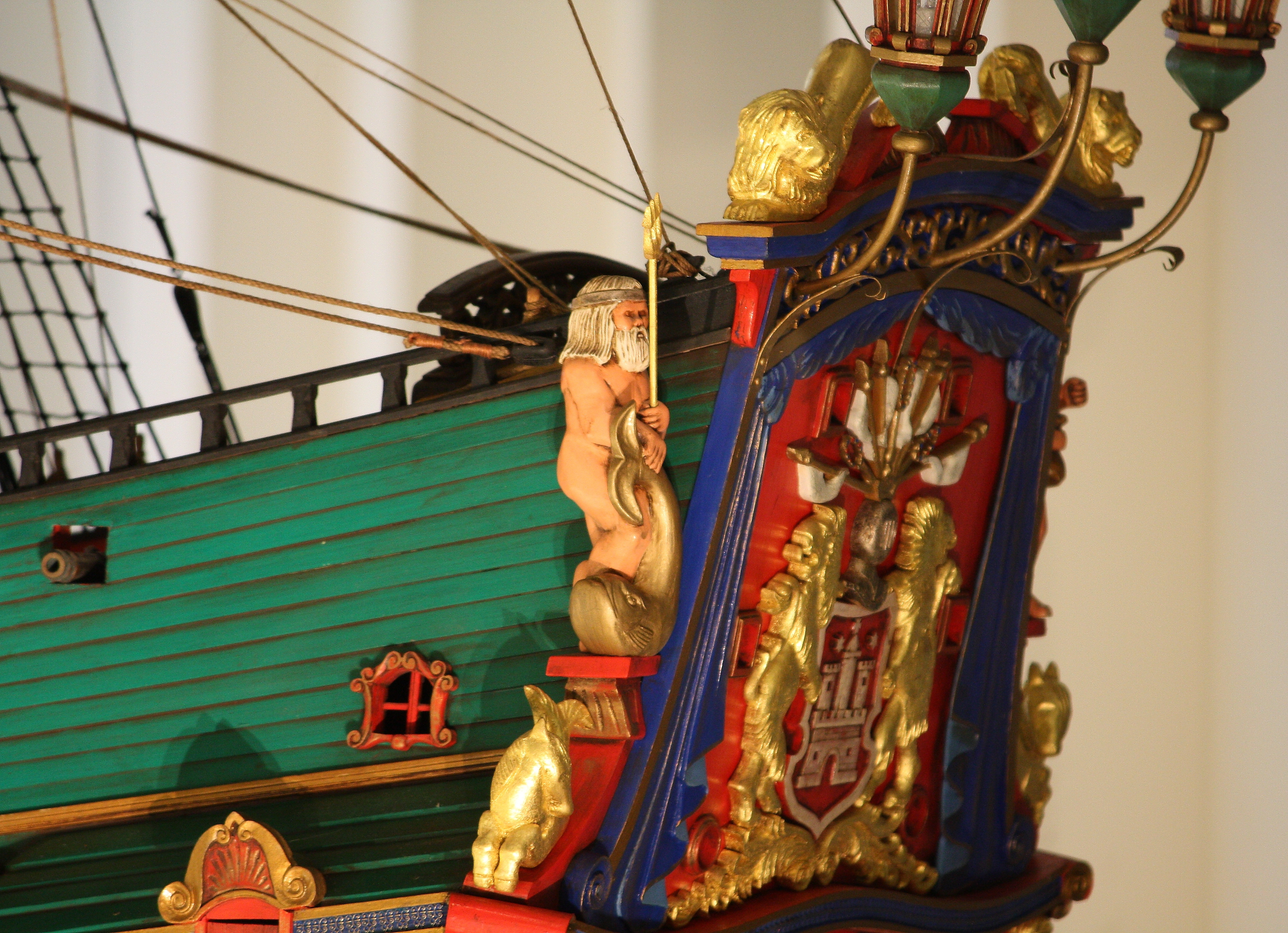
Den Heckspiegel zierte das Große Staatswappen Hamburgs, umrahmt von allegorischen Schnitzfiguren

Die Wapen von Hamburg hatte zwei Decks und schloss im Heckbereich mit einem glatten Heckspiegel ab. In den Heckspiegel war eine Galerie integriert, die in die seitlich angebrachten Seitengalerien mündete.
Das Heck-Schnitzwerk wie auch der gesamte Figurenschmuck des Schiffes wurden vom Bildhauer Christian Precht erstellt. Dieser sollte das Heck des Schiffes ähnlich dem Vorbild des 1666 ebenfalls von ihm fertiggestellten Portals am Bauhof in der Nähe des Deichtors fertigen. Am Heckspiegel wurde das Große Staatswappen von Hamburg, ein Abbild der Burg in Schildform, gehalten von zwei Löwen, als Blickfang und repräsentatives Schnitzwerk installiert. Gerahmt war dieses bildhauerische Werk von diversen allegorischen und in barockem Stil gehaltenen Schnitzereien. Auf den Heckspiegel aufgesetzt befanden sich am Heck drei große Laternen. Als Galionsfigur schmückte ein Löwe, wie auf vielen Segelkriegsschiffen niederländischer Bauart üblich, den Bug. Dieser hielt ein Schild mit dem Hamburgwappen in seinen Vorderpfoten.

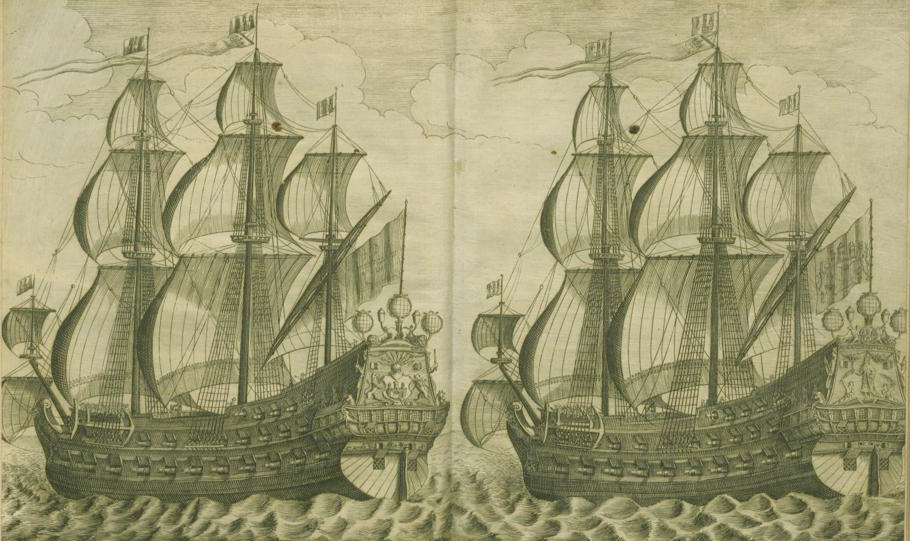
Die Leopoldus Primus und die Wapen von Hamburg (links); Kupferstiche. In: Hertzfließende Betrachtungen / Von dem Elbe-Strom /[...] von Peter Hessel, 1675

Für die Arbeiten an der Leopoldus Primus und der Wapen von Hamburg erhielt Christian Precht von der Stadt Hamburg ein Entgelt von 1544 Mark.
Der Schiffskörper war in der Kraweelbauweise beplankt. Die Aufbauten (d. h. Außenwände von Back, Achterdeck und Hütte – siehe die grün angestrichenen Bereiche auf den Modellfotos) waren wahrscheinlich überlappend beplankt, wie es bei Schiffen niederländischer Bauart zu der Zeit üblich war.
Die Wapen von Hamburg war mit 54 Kanonen bestückt, wobei die schwereren Kaliber auf dem unteren Geschützdeck aufgestellt waren. Das Schiff besaß mehr Stückpforten als Geschütze, so dass man die Bewaffnung sowie eine mögliche Zuladung flexibler handhaben konnte. Die Kanonen stammten in der Regel aus niederländischem oder schwedischem Import.

## Dienstzeit

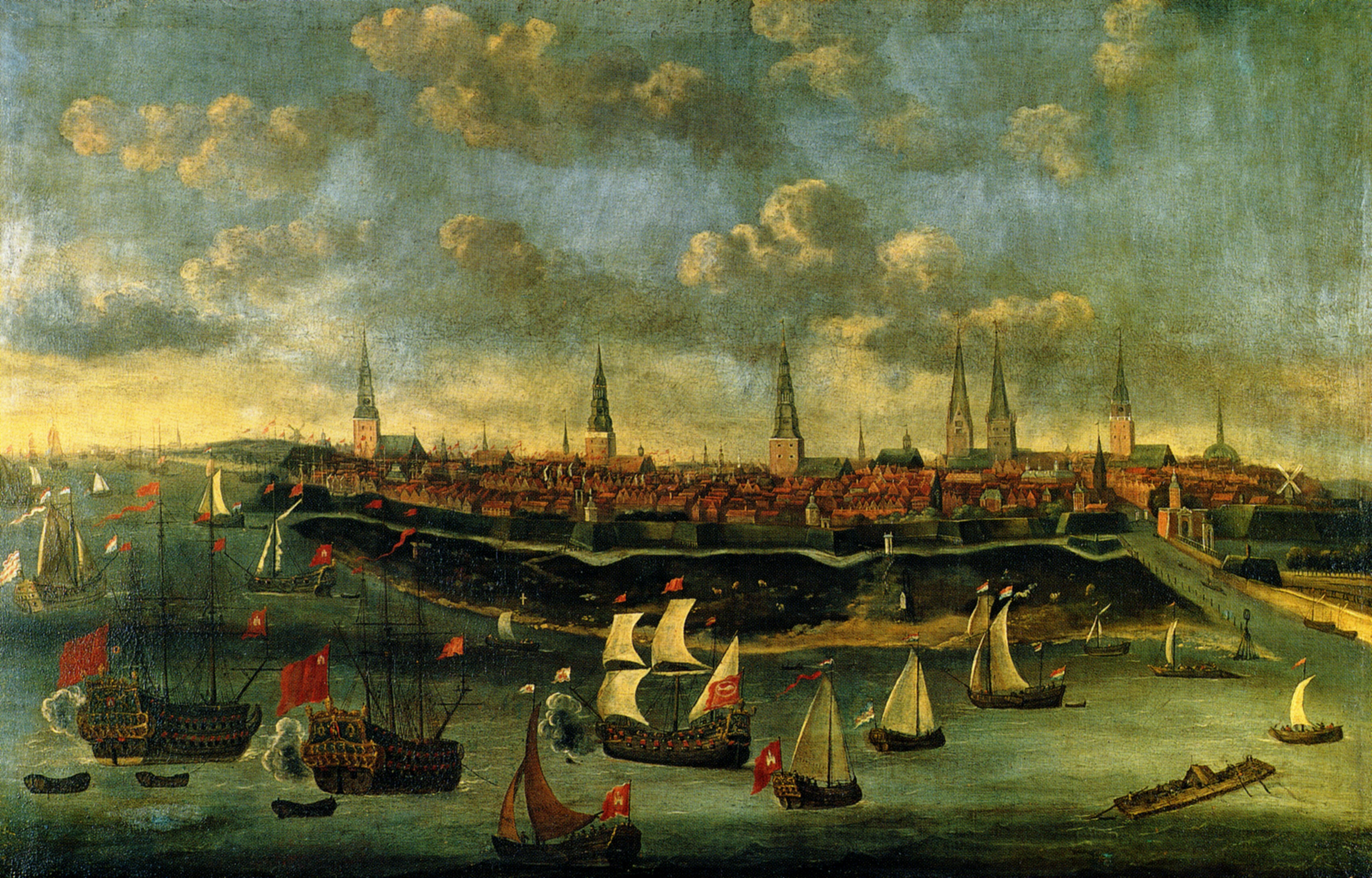
Stadtansicht von Hamburg – Gemälde von Elias Galli um 1680. Die Wapen von Hamburg (Im Vordergrund erste von links) und die Leopoldus Primus (zweite von links) liegen vor Anker und schießen Salut für die Ausfahrt des Privatkonvoischiffes König Salomons Gericht (Mitte) des Hamburger Reeders Geerd Harmsen Baker.

Die Wapen von Hamburg unternahm von 1669 bis 1683 insgesamt elf Konvoifahrten, die sie neunmal zur Iberischen Halbinsel und je einmal nach England und ins Nördliche Eismeer führte.
Als Kapitän wurde 1669 Martin Holste einberufen, der sich zuvor mit dem größten Hamburger Tonnbojer im Geleitschutzauftrag einen Namen gemacht hatte und sich in die neue Funktion einkaufen konnte.
Holste fiel jedoch in Ungnade, nachdem er mit der Wapen von Hamburg die ihm aufgetragene Kapitänsorder für seine Konvoifahrten teilweise verletzt bzw. ignoriert hatte. So versagte er einigen Konvoischiffen den Geleitschutz, verblieb dafür an bestimmten oder unvorgesehenen Stellen länger auf Reede, als ihm seine Kapitänsorder vorgab, und ließ der Konvoikasse überhöhte Rechnungen zukommen. Die Ankunft der Wapen von Hamburg wurde in den Häfen von lokalen Herrschern als Ehrerweisung durch die Stadt Hamburg angesehen (ähnlich den auch heute noch üblichen Flottenbesuchen großer Kriegsschiffe in fremden Häfen), was nicht selten als Grund für Feierlichkeiten und Bankette diente. Holste konnte seine Teilnahme dabei schwerlich absagen, da dies als Beleidigung empfunden worden wäre; er genoss aber auch durchaus diese Ehrungen, die immer wieder zu Verzögerungen einer Abreise führten.
Da von Holste erwartet wurde, die Kapitänsorder sehr stringent zu befolgen, er seinem freizügigen Handeln trotz mehrfacher Ermahnungen jedoch keinen Einhalt bot, beschäftigte sich schließlich ein Ausschuss mit den Vorfällen, um ihn zu disziplinieren. Im Ergebnis verlor Holste die Verantwortung für die Wapen von Hamburg, verblieb aber aufgrund einflussreicher Verwandtschaft in der Funktion eines Kapitäns, ohne jedoch sein Kommando aktiv auf einem Konvoischiff auszuüben.
1683 fielen beim Schwesterschiff Leopoldus Primus größere Reparaturen an. Da zu diesem Zeitpunkt der eigentliche Kapitän Holste mit der Admiralität in Disput geraten war, versetzte man Admiral Berend Jacobsen Karpfanger, der sich durch zahlreiche Kämpfe gegen die Piraten für Hamburg sehr verdient gemacht hatte, kurzentschlossen von der Leopoldus Primus auf die Wapen von Hamburg und übertrug ihm das Kommando über das Schiff. Karpfanger trat daraufhin im Herbst 1683 zu seiner ersten Reise mit der Wapen von Hamburg an, die ihn im Oktober 1683 mit etwas Verspätung nach Cádiz führte. Hier begab er sich auf Reede, um weitere Reisevorbereitungen zu treffen: Für die Rückreise war als Etappenziel die Isle of Wight in England vorgesehen, bevor man nach Hamburg zurückgekehrt wäre.
Zu diesem Zeitpunkt war das Schiff mit 150 Matrosen und Offizieren sowie 80 Soldaten besetzt. Ebenfalls an Bord waren zudem ein Profos und dessen Leute sowie einige Wundärzte, ein Prediger, ein paar Köche und einige Bedienstete.

## Der Brand von 1683

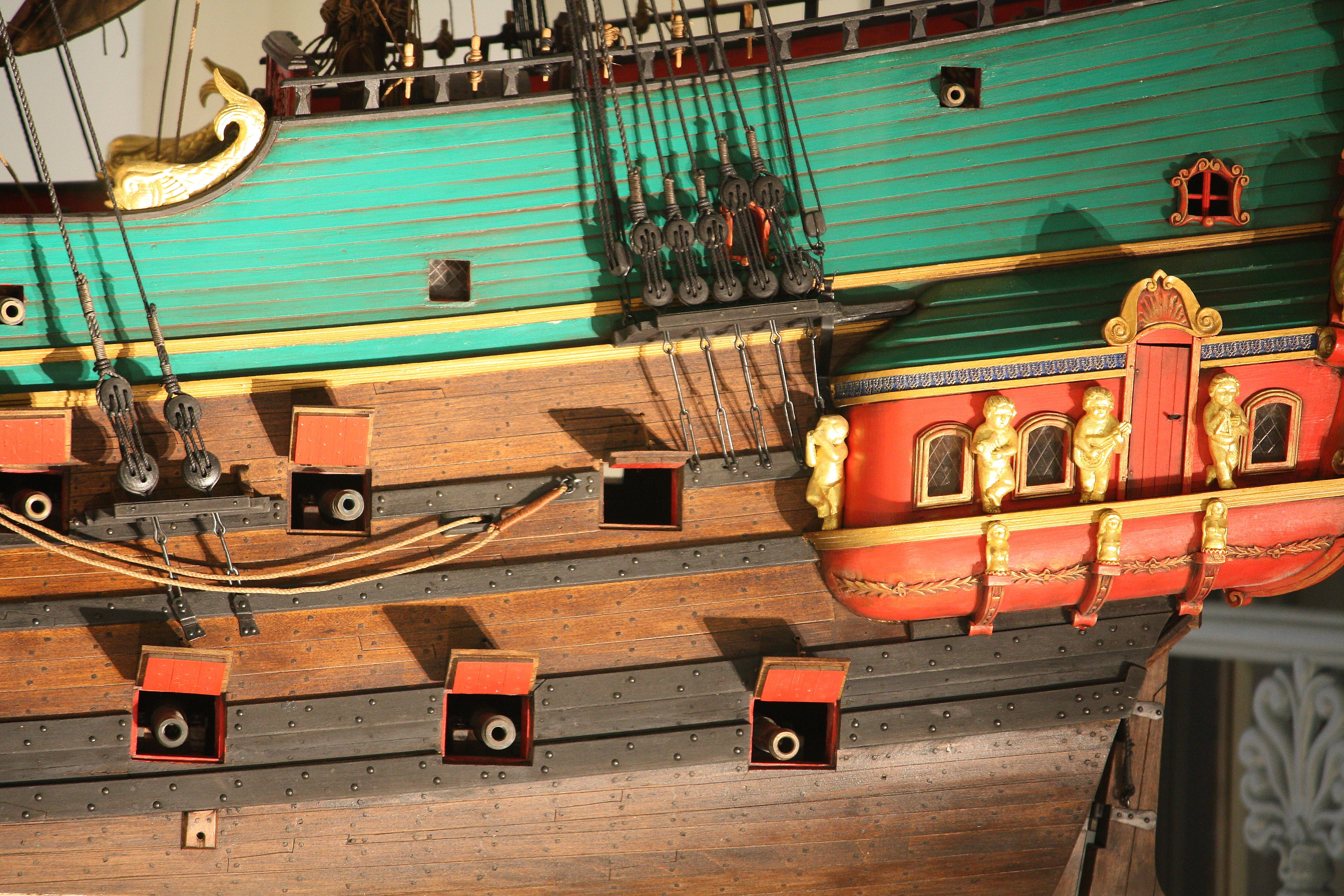
Blick auf den seitlichen Heckbereich der Wapen von Hamburg (Backbordseite)

In den Abendstunden des 10. Oktober 1683 brach im untersten Raum des Vorschiffes der Wapen von Hamburg aus ungeklärter Ursache ein Feuer aus. Dieses weitete sich schnell aus und konnte mit Bordmitteln trotz größter Anstrengungen nicht mehr angemessen eingedämmt werden. Die Besatzung versuchte, sich bereits in Schaluppen in Sicherheit zu bringen, wurde jedoch von Karpfanger zurück zum Feuer befehligt, um weitere Löschversuche zu unternehmen. Parallel dazu wurden aus den Geschützen der Wapen von Hamburg Signalschüsse abgefeuert, die den umliegenden Schiffen die Entsendung von Hilfslöschmannschaften signalisieren sollten.
Als sich das Feuer durch das Deck zum Fockmast hinaus weitete und durch einen ungünstigen Wind sogleich die Takelage und Besegelung entzündete, verblieben die herbeirudernden Helfer jedoch aus Angst vor einer Explosion in sicherer Entfernung. Karpfanger ließ seinen mitgereisten Sohn von Bord bringen, der zuvor noch an seinen Vater appellierte, mit ihm das Schiff zu verlassen, um beider Leben in Sicherheit zu bringen. Karpfanger wollte das Schiff jedoch noch nicht als verloren ansehen. Seine Offiziere schlugen vor, ein Leck in den Rumpf zu schlagen und das Schiff mit Wasser volllaufen zu lassen und auf den Meeresgrund zu setzen – dies lehnte Karpfanger jedoch ab. Schließlich stimmte er einem Strandungsversuch zu und ließ die Taue der Fregatte kappen, um das Schiff nahe dem Ufer auf Grund zu setzen. Ein Verlassen des Schiffes kam für Karpfanger sowieso nicht in Frage: Er sah sich an seinen am 14. Juli 1674 vor dem Hamburgischen Senat geleisteten Eid gebunden, der ihm auferlegte, "bei der Defension der anvertrauten Flotte mannhaft zu stehen und eher Gut und Blut, Leib und Leben zu opfern, als sie und sein Schiff zu verlassen".
Während das Konvoischiff langsam Richtung Ufer trieb, bewegte sich das Feuer unter Deck immer mehr in Richtung Heck. Gegen Mitternacht erreichte es schließlich nach und nach die einzelnen Geschütze, die sich selbst entzündeten und eigenständig Salven feuerten; zeitgleich zündeten auch einige der an Bord befindlichen Geschützgranaten.
Eine Stunde nach Mitternacht, nachdem das Schiff bereits fünf Stunden lang gebrannt hatte und Admiral Karpfanger sich getreu seinem geleisteten Eide noch als letzter Mann an Bord befand, erreichte das Feuer unter Deck die Pulverkammer, die schließlich explodierte. Das Hinterteil des in der Mitte zerbrochenen Schiffes flog in die Luft, das Vorderteil legte sich auf die Seite und begann zu sinken. Die Trümmerteile regneten aus großer Höhe herab.
Das Unglück zog 65 Todesfälle nach sich: 22 Soldaten und 42 Bootsleute sowie Admiral Karpfanger ereilte der Tod. Seine Leiche wurde am 11. Oktober 1683 im Wasser treibend an einer Ankerleine eines englischen Schiffes im Hafen von Cádiz gefunden.
Karpfanger erhielt anlässlich seiner Beisetzungsfeierlichkeiten eine angemessene Kondolenz von den im Hafen befindlichen Schiffen unterschiedlichster Nationen: Zeitzeugen wollen über 300 Salutschüsse gezählt haben.

## Nach dem Verlust des Schiffes
Obwohl die instandgesetzte Leopoldus Primus weiter einsatzbereit zur Verfügung stand, erwog die Admiralität 1685 einen Neubau, da der Handel mit zwei einsatzbereiten Konvoischiffen erheblich mehr Konvois – auch auf unterschiedlichen Routen – abdecken und somit mehr Umsatz machen konnte. Der Neubau sollte allerdings (nicht zuletzt auch aus Kostengründen) kleiner ausfallen als die Vorgängerin Wapen von Hamburg. Grundlage der Überlegungen war ein kleineres Konvoischiff mit 30 – 40 Kanonen. Im September 1685 bewilligte die Hamburgische Bürgerschaft 30.000 Taler und beschloss den Neubau. Die Nachfolgerin Wapen von Hamburg (II) wurde 1686 fertiggestellt, hatte dann aber trotzdem ähnliche Maße und Bewaffnung, wie die Vorgängerin.
Insgesamt gab es vier Konvoischiffe mit dem Namen Wapen von Hamburg, die von 1669 bis 1747 für die Stadt Hamburg tätig waren, bis die Konvoibegleitung durch Konvoischiffe eingestellt wurde.